# Luis Grajeda
Luis Grajeda, né le 21 juin 1937, à Mexico, au Mexique et mort le 15 janvier 2019 à Monterrey, est un joueur mexicain de basket-ball.

## Biographie
Luis Grajeda est né à Mexico. Avec le Mexique, il disputait une édition de la Coupe du monde (1963), deux des Jeux olympiques (1964 et 1968), en plus des Jeux panaméricains de 1967 au cours desquels il remportait la médaille d'argent.

## Palmarès
- Finaliste des Jeux panaméricains de 1967